# Sterrhosia zonata
Sterrhosia zonata är en fjärilsart som beskrevs av Joannis 1928. Sterrhosia zonata ingår i släktet Sterrhosia och familjen björnspinnare. Inga underarter finns listade i Catalogue of Life.